# Rhodiola
Rhodiola és un gènere de plantes que pertany a la família de les Crassulaceae. Comprèn 135 espècies descrites i d'aquestes només 61 acceptades.

## Descripció
Són herbes perennes carnoses, rizoma prim o gruixut, erecte-rastrer, amb escames o fullatge en fulles radicals. Fulles radicals escamoses triangulars o suborbiculars, membranoses, marró. Les tiges florals que sorgeix de les axil·les de les fulles escamoses, simples, anuals, de fulles caduques o marcescent. Les fulles caulinàries alternes, normalment sèssils, simple, carnós, sovint glauca. Inflorescència terminal, en general cimosa rarament racemosa, en cim simple o composta, de vegades reduït a una flor solitària, majoritàriament bracteada. Flors pedicel·lades o sèssils, bisexuals o unisexuals, planta dioica. Calze amb lòbuls carnosos, units a la base. Corol·la, més llarg que el calze, de color vermell o vermell porpra, blanc, groc, groc-verdós. Estams el doble que els pètals, en dos verticils; estams absent en les flors femenines. Els fol·licles amb unes moltes llavors, marró, longitudinalment amb estries.

## Taxonomia
El gènere va ser descrit per Carl Linné i publicat a Species Plantarum 2: 1035. 1753. L'espècie tipus és: Rhodiola rosea

## Espècies seleccionades
- Rhodiola alaskana
- Rhodiola algida
- Rhodiola alsia
- Rhodiola alterna
- Rhodiola amabilis
- Rhodiola angusta
- Rhodiola aporontica
- Rhodiola arctica
- Rhodiola rosea